# Villa Bartolomea
Villa Bartolomea là một đô thị ở tỉnh Verona trong vùng Veneto của Ý, có cự ly khoảng 80 km về phía tây nam của Venice và khoảng 45 km về phía đông nam của Verona. Tại thời điểm ngày 31 tháng 12 năm 2004, đô thị này có dân số 5.500 người và diện tích là 53,3 km².
Villa Bartolomea giáp các đô thị: Castagnaro, Castelnovo Bariano, Giacciano con Baruchella, Legnago, Terrazzo.